# 松村五郎
松村五郎（1959年1月4日—），日本陸上自衛隊退役將領，埼玉縣出身。尉官・佐官時之職種為裝甲科。工學士、美國陸軍戰爭學院戰略論硕士。

## 履歷
- 1981年3月：東京大學工學部（核動力工學系）畢業、同學部前輩包括中川義章（後任第1師團長）。同年4月、加入陸上自衛隊（幹部候補生，相當於防大25期）
- 1982年3月：任官為3等陸尉（少尉）
- 1985年3月：防衛大學校訓練指導教官
- 1987年3月：戰車教導隊附員、之後任同隊中隊長（連長）
- 1988年：留學美國陸軍裝甲兵學校（英语：United States Army Armor School）
- 1989年：陸上自衛隊幹部學校指揮幕僚課程學員（第35期）
- 1991年8月：外務省北美局安全保障課
- 1992年1月：昇任3等陸佐（少校）
- 1993年8月：第73戰車連隊（日语：第73戦車連隊）（戰車團）中隊長
- 1995年7月：昇任2等陸佐（中校）、陸上幕僚監部防衛部防衛課課員
- 1999年8月：陸上自衛隊幹部學校戰略教官
- 2000年

1月：昇任1等陸佐（上校）、3月：中央資料隊附員（留學美國陸軍戰爭學院）
- 2001年：陸上幕僚監部防衛部運用課第1班長
- 2003年：第21普通科連隊（日语：第21普通科連隊）長（步兵團長）兼秋田駐屯地司令
- 2004年7月：第3次伊拉克復興業務支援群長
- 2005年3月28日：陸上幕僚監部（陸軍參謀部）防衛部運用課運用調整官
- 2006年3月27日：統合幕僚監部運用部運用第2課長，負責災害派遣、統合訓練、國際合作

陸上自衛隊從伊拉克撤出之際、擔任防衛廳國際合作課長、為防衛廳方面的實質負責人。8月4日、昇任陸將補（少將）。
- 2007年3月28日：東部方面總監部幕僚副長
- 2009年3月24日：陸上自衛隊幹部候補生學校長兼前川原駐屯地司令
- 2010年7月26日：陸上幕僚監部人事部長
- 2012年7月26日：晉升陸將（中將）、第10師團長
- 2013年8月22日：統合幕僚副長
- 2014年8月5日：東北方面總監
- 2016年7月1日：退役